# Ugly Americans
Ugly Americans es una serie de televisión de animación estadounidense-canadiense desarrollado por David M. Stern y creado por Devin Clark. Su primera emisión fue el 17 de marzo del 2010. La serie se centra en Mark Lilly, un trabajador social en el Departamento de Integración, en una realidad alterna de la ciudad de Nueva York con monstruos, animales y otras criaturas.  Daniel Powell es el productor ejecutivo y Aarón Augenblick es el Productor Supervisor y Director de animación.
Ugly Americans se estrenó el 17 de marzo de 2010, en el canal Comedy Central. La serie está basada en una idea original de Devin Clark, que más tarde fue desarrollado por el exescritor y productor de Los Simpsons  David M. Stern., Colin A.B.V. Lewis La serie fue emitida durante siete episodios en mayo del 2009, y prorrogada por un período adicional de 7 episodios al aire en octubre de 2010. el reparto incluye a Matt Oberg como Mark Lilly, Kurt Metzger como Randall Skeffington, compañero zombi de habitación de Mark, Natasha Leggero como Callie Maggotbone, jefa demonio y amante de Mark , Randy Pearlstein como el mago y asistente de oficina Leonard Powers, Michael-Leon Wooley como Twayne Boneraper (Violahuesos), un burócrata demonio, y Larry Murphy como Frank Grimes, un aplicador de la ley
La serie cuenta con una plana visual dura, el estilo que Brian Lowry Variety señaló: "Vagamente se parece a la EC Comics de la Década de 1950. (Bóveda del Horror)".

## Reparto y personajes

### Principales
- Matt Oberg como Mark Lilly - un trabajador en el área de servicios sociales en el Departamento de integración de Nueva York, y un recién llegado a Manhattan. En el episodio piloto, dice que recientemente se mudó a su primer apartamento de dos dormitorios que encontró listado en Craigslist, solo para descubrir que su compañero de habitación se ha convertido en carnívoro zombi con la intención de conquistar a una mujer. A pesar de las frustraciones en su trabajo, en el cual su jefe Twayne Violahuesos (Boneraper), redujo la división de Servicios Sociales a solo dos personas para dar más fondos a la división de Aplicación de la Ley, Mark mantiene una actitud positiva. Tiene una relación intermitente con su superiora inmediata, una súcubo temperamental llamada Callie Maggotbone. A pesar de su actitud relajada hacia su vida personal, es dedicado con su trabajo y con la gente bajo su cuidado, por lo cual se ve en conflicto con el antiinmigrantes Frank Grimes en sus intentos de ayudar a los inmigrantes que lo necesitan. Sin embargo, debido a su falta de conocimiento acerca de las diferentes especies que habitan en Nueva York, a menudo se le ve cometiendo errores lo que se convierte en el contenido central del episodio. Mark tiene también una malsana obsesión por los huevos, y le gustan las norias.
- Kurt Metzger como Randall Skeffington - compañero de habitación de Mark, obsesionado con el sexo, que se convirtió en un zombi en un intento de ganar la atención de una linda chica llamada Kristal que tenía una atracción hacia los zombis, solo para descubrir que había cambiado su fijación hacia los Demonios. Ahora, desempleado y muerto viviente, Randall pasa sus días haciendo pequeños trabajos para pagar el alquiler (incluyendo grabar películas de porno amateur de Mark y Callie teniendo sexo usando cámaras escondidas).  Randall es oriundo del sur de Jersey, una feroz comunidad anti-zombi, por lo que se ve obligado a ocultar su condición de zombi a sus padres (especialmente su padre, quien luchó en la guerra civil Hombre-Zombi). Debido a su naturaleza zombi, Randall suele perder partes de su cuerpo por descomposición, por lo que se ve obligado a buscar reemplazos en los mercados de pulgas locales. Al igual que otros zombis, Randall encuentra el olor y el sabor de la carne humana atractivos. En el episodio llamado "Treegasm", el pene de Randall demostró ser una criatura viviente y tiene sus propios derechos. Randall ha admitido que ha estado viviendo su vida sexual tanto tiempo que ya no discrimina en la elección de parejas sexuales, incluyendo por ejemplo, una tostadora. A veces siente fuertes antojos de comer carne humana, lo que le obligó a ir a un programa similar al de Alcohólicos Anónimos para hacer frente a sus antojos (mencionado en el episodio "An American Werewolf in America ").
- Natasha Leggero como Callie Maggotbone -  superiora inmediata de Mark, originalmente su amante ocasional y posteriormente novia formal. Es mitad humana / mitad súcubo e hija del diablo. Su madre humana fue drogada por un culto y forzada para llevar a su hija, pero en el episodio 2 de la segunda temporada, la madre de Callie explica que ella aceptó hacer el pacto a cambio de poder tener un hijo. Callie es con frecuencia dominada por su lado demoniaco, y muestra cambios de humor drásticos y cambios fisonómicos en su apariencia entre demonio y humana. Aunque le atrae la amabilidad de Mark cree en su interior que un día va a terminar con alguien como Twayne aunque la idea le produce repulsión, si bien no parece preocupada porque tal unión traería el fin del mundo. Callie odia a su padre y en cambio ha mostrado un profundo apego por su madre, a la cual acude a menudo a pedir consejos. En cuanto es una demonio femenino, su cuerpo pasa por un proceso llamado Dolorosa Muda Mortal, en la que las toxinas en su cuerpo causan que su piel se mude por una nueva, periodos durantes los cuales se le ve más desquiciada, y lo único que puede aliviar su dolor es el sexo. A diferencia de los demonios puros Callie posee una alma, si bien puede quitársela a voluntad, lo que la transforma en demonio. Debido a este lado demoniaco, Callie se siente excitada sexualmente al presenciar cualquier herida. Al final de la segunda temporada le pide a Mark que "se compretan a comprometerse."
- Randy Pearlstein como Leonard Powers - un hechicero cuya vida le ha llevado a un trabajo de oficina en el Departamento de Integración de Nueva York. Esto le sirve mucho, ya que su principal objetivo en la vida es beber en exceso y no zarandear la barca. En consecuencia, no ha hecho realmente trabajo alguno en más de tres años, por lo general suele literalmente tirar los archivos de sus casos por una ventana, confiando en que bien Mark o bien el sindicato al que pertenece, el Gremio de Hechiceros, lo van a encubrir. Leonard siente un gran resentimiento hacia su hermano mayor, pero quien se ve más joven, el famoso mago Christ Angel  (una parodia de Criss Angel), debido a los abusos de Christ hacia a Leonard durante su infancia. En contraste, Leonard parece sentir simpatía por Mark aunque esto puede ser debido a que Mark lo encubre mucho. A pesar de esto, parece tener una gran variedad de conocimientos en lo que respecta a los diferentes tipos de seres que viven en Nueva York, en tanto a menudo explica la importancia de cosas que Mark encuentra inútiles o extrañas, y parece bastante competente en lanzar hechizos, en los raros casos en los que realmente se centra en ello. En un solo día se convirtió en un enlatador de atún en Alaska, se hizo adicto a la pintura en aerosol, y ganó mucho peso, y fue adorado como un dios en Da Nang, Vietnam,. En el episodio "Kong Queens ", Leonard menciona a Mark que actualmente vive en la YMCA, aunque en el episodio "Kill, Mark ... Kill! ", se demuestra que vive en un apartamento en una casa. Leonard tiene un vínculo con su varita, ya que la cuida y ama como si fuese su hija, pero cuando Mark la rompió, después de que esta dejara de funcionar por daño de agua, Leonard (y posiblemente todos los magos), explotó en varios pedazos de carne, que se convirtieron en mini-Leonards y Mark debió matarlos a todos excepto a uno para poder tener un solo Leonard.
- Michael-Leon Wooley como Twayne Violahuesos (Boneraper) - un demonio burócrata de nivel medio del gobierno que supervisa el Departamento integración de Nueva York. Twayne detesta y desprecia los casos que lleva Mark y si pudiera preferiría evaporarlos antes que ayudarles, lo que le resulta imposible ya que infiltrar el gobierno de los Estados Unidos parece ser parte de un plan demoniaco mucho más grande. Con todo detesta el departamento de Servicios Sociales y sus costumbres compasivas, así en el piloto, el departamento se reduce a solo dos personas a quienes sin embargo no puede quitarse de encimaː Leonard debido a su sindicato, y Mark debido a que ocupa el cargo simbólico de "Corazón Sangrante," que le permite a Twayne desviar la mayor parte de los fondos a las fuerzas policales. A pesar de su aspecto imponente, Twayne es un poco bufón de alto estatus, y a menudo depende de Callie para asegurarse de que el departamento funcione correctamente. Mark se ha referido a él como un "total boquilla". También sufre de un caso grave de glosofobia y un poco de "niñito de mamá". También es tratado con poco respeto a otros demonios, ya que a menudo parecen molestos cuando se les une. Twayne proviene de una famosa y prestigiosa familia y es muy rico.
- Larry Murphy como Francis "Frank" Grimes - el jefe del Departamento de Aplicación de la Ley, quien al igual que Twayne siente un desprecio absoluto por los no-humanos. Prefiere pensar en todos ellos como "ilegales",  a los que persigue desviándose de los buenos procedimientos burocráticos que proporcionan una ruta de acceso hacia la ciudadanía de EE. UU., momento en el cual Mark debe intervenir para ayudar. Los encuentros de Grimes con criaturas rebeldes lo han dejado con cicatrices físicas, como el que le falta su rótula , y emocionales como la ruptura de su matrimonio. Por lo tanto, naturalmente detesta a Mark y cualquier otra persona que simpatiza con los inmigrantes. Grimes tiene un pequeño pero bien financiado comando de matones que opera fuera de la D.D.I. Él tiene una hija que en la primera temporada, se convirtió en una vampiro y se casó con un vampiro (en una parodia de Crepúsculo). Le gusta coleccionar maquetas de trenes y también tiene un empleo como guardia de seguridad de hospital y matón de contrato. También tiene una gran atracción hacia las mujeres ancianas.

Nota: este personaje hace a referencia a Frank Grimmes, personaje de los Simpson que murió al tocar algo eléctrico en la planta nuclear y según el capítulo Baja Deshonrosa (Dishonorable Discharge) mide 1,89 m (6′ 2″) y pesa  375 libras (170 kg).

### Recurrentes
- Gran Cerebro - un cerebro que vino desde Canadá. Trabaja como una esponja limpiadora.
- Doug - un Koala muy tímido que vive como un ser humano. Él nunca habla, no tiene órganos genitales, y generalmente se observa en el fondo. Casi siempre se le ve llorando, ya sea miedo, alegría, o de otra manera emocional.en el capítulo Kong Queens fue secuestrado por Al Qaeda. Se descubre que una vez fue un temible e implacable asesino a sueldo perseguido por el F.B.I., pero dejó su vida de sicario por acabar con todo una villa llena de mujeres y niños en Bolivia. Su nombre verdadero es Cesar el koala asesino (Cesar el oso asesino en la versión Latina).
- Aldermach Maggotbone - El padre de Callie y el demonio con el más alto rango en el infierno. Él muestra signos de tener misofobia, y desea que Callie hubiera nacido niño. En lugar de llamarse a sí mismo Satanás, "El Diablo" cree que eso es un título que debe ser pasado al siguiente candidato como una posición de realeza o mando de gobierno. Cuando no está planificando el fin del mundo, está jugando golf con algunos demonios burocráticos.
- Hombre de Croacia - Un hombre de Croacia. Trabaja en un hospital como estríper caramelo. Desea ser presidente de los Estados Unidos y médico , su nombre se revela en el capítulo n.º 1 de la tercera temporada el cual es Goran.
- Martin - Una criatura gusano de dos cabezas. Trabaja en una cafetería. Se ven a sí mismos como iguales, lo cual es extraño para su especie, donde la cabeza derecha es vista como una clase superior, mientras que la cabeza izquierda es tratada como un esclavo.
- Eric - Un robot hecho con sentidos y emociones, aunque más a menudo se ve que no tiene un cínico punto de vista. Él es capaz de leer tarjetas perforadas y antes fue humano.
- Kristal - La chica por la cual Randall se convirtió en zombi. Ella constantemente está teniendo atracciones hacia monstruos diferentes. Sin embargo Randall continúa espiándola. Actualmente tiene una relación con un Cíclope.
- Buda - es Buda andante. Su voz es similar a la de Vinnie Barbarino de "Welcome Back, Kotter".
- Medusa - Una mujer que tiene el cabello de serpientes.
- Niño hechicero - Él es un niño hechicero (Kizard) que se asemeja a Harry Potter. Él es a menudo retratado como un idiota y dando la gente con el dedo.
- Toby - Un hombre con la cabeza de un pez. Se reproduce por fertilización de un montón de huevos. Siempre conserva la calma, a pesar de las múltiples situaciones de riesgo que sufre con los demás personajes.
- Ratso Demon - Un demonio que lleva una zanja abrigo, tiene una sombra de las cinco y las manchas el pelo hacia atrás. Termina cada frase con "chahh".
- Ameba - Una ameba que se reproduce asexualmente, sin embargo se las arregla para llegar con frecuencia establecida.
- Chica Ancla - Una presentadora de noticias que informa sobre Nueva York. Siempre está sonriendo, incluso cuando está informando cosas horribles.
- La Mamá de Callie- mamá humana de Callie, está separada del padre de Callie el diablo. Fue impregnada con Callie, en un culto y por esto ya no tiene alma. Sin embargo, ella realmente ama a su hija, alegando que Callie fue lo mejor que pudo venir de la unión. Su personaje se parece a Mia Farrow modelo de Romero Woodhouse en la película La semilla del diablo...

## Capítulos

### Temporada 1
17 de marzo de 2010 - 17 de noviembre de 2010 
| #  | Título / Descripción | Estreno Original        |
| -- | --- | ----------------------- |
| 1  | "PILOTO" (Pilot) : En un mundo lleno de zombis, demonios y otras criaturas asquerosas, Mark, un trabajador social, se muda a la ciudad de Nueva York. Tiene que lidiar con su amigo zombi, su novia mitad demonio y muchas otras cosas enojadas. Todo parece indicar que nunca va a encajar pero aun así lo intenta. | 17 de marzo de 2010     |
| 2  | "UN HOMBRELOBO AMERICANO EN ESTADOS UNIDOS" (An American Werewolf In America): Mark trata de enseñarles a un hombrelobo y a su víctima a confiar y comportarse. Mientras tanto, Leonard trata de convertirse en un mago famoso y Randall quiere comerse a Mark mientras duerme.                                      | 28 de marzo de 2010     |
| 3  | "EL BEBÉ DEMONIO" (Demon Baby): Mark se queda por un tiempo con un bebédemonio después de sacárselo a su supuesto padre cuando trataba de venderlo. Al ver al bebé, Callie entra en estado de celo y quiere tener un bebé que solo puede tener con la ayuda de Twayne.                                               | 31 de marzo de 2010     |
| 4  | "LA COSA CONSIGUE EMPLEO" (Blob Gets Job): Es el día libre de Mark y Leonard tiene que encargarse de que La Cosa consiga un trabajo que pueda hacer bien. Mientras tanto, Mark viaja con Randall a Nueva Jersey a la casa de los padres Randall.                                                                     | 7 de abril de 2010      |
| 5  | "ÁRBOLGASMO" (Treegasm): Está a punto de celebrarse el Árbolgasmo en Central Park y Mark está encargado de ver que todo salga bien. Mientras tanto, Randall perdió su pene y Callie está por cambiar de cuerpo lo cual la tiene muy hormonal.                                                                        | 14 de abril de 2010     |
| 6  | "¿ENTONCES QUIERES SER UN VAMPIRO?" (So, You Want To Be A Vampire?): Mark se encarga del caso de una chica llamada Tristen que quiere ser un vampiro como su novio, Blake. Por alguna razón Grimes se opone terminantemente a esta relación y odia a todos los vampiros.                                             | 21 de abril de 2010     |
| 7  | "KONG DE QUEENS" (Kong Of Queens): Twayne decide cerrar temporalmente el departamento de servicios sociales mientras se prepara para dar un discurso importante. Aun así, Mark se hace cargo del caso de Kong y los problemas de Randall.                                                                            | 28 de abril de 2010     |
| 8  | "MÁS VALE MUERTO VIVIENTE" (Better Off Undead): Mark tiene que lidiar con una criatura gusano de dos cabezas, una cabeza es abusiva y la otra es muy sensible. Como si fuera poco, también está Randall que sigue con su obsesión por su exnovia Kry stal.                                                           | 8 de octubre de 2010    |
| 9  | "¡MATA, MARK... MATA!" (Kill, Mark... Kill!): Mark accidentalmente asesina a Leonard mientras intentaba ayudarlo a cambiar de varita. Mientras tanto, Twayne conoce al nemesis de Leonard y juntos planean reasesinar a Abraham Lincoln.                                                                             | 13 de octubre de 2010   |
| 10 | "SIMPATÍA POR EL DIABLO" (Sympathy For The Devil): Mark y Twayne se encargan de la campaña publicitaria del aspirante a alcalde, el concejal Fitzpatrick y dejan a Callie de lado. Mientras tanto, Randall vive un romance con Dolores, la esposa del Gran Cerebro.                                                  | 20 de octubre de 2010   |
| 11 | "INFIERNO EN VACACIONES" (Hell For The Holidays): Mark visita la casa de los padres de Callie en el infierno para Holloween pero no sabe lo que todos planean. Mientras tanto, Leonard se hace representante de una casa embrujada rebelde que no quiere ser vendida.                                                | 27 de octubre de 2010   |
| 12 | "EL TROL DEL TERROR" (Trolling For Terror): Esta vez el departamento de asistencia social tiene que lidiar con un Trol que vive debajo de un puente y adora los acertijos. Mientras tanto, Randall entra en un reality show, pero su decisión como siempre termina afectándole a Mark.                               | 3 de noviembre de 2010  |
| 13 | "CHUPA ALMAS" (Soul Sucker): Mark se mete en problemas con Callie por regalarle un rompecabezas sin saber lo que significan para los demonios. Mientras tanto, Randall se ocupa de cuidar a un extraño robot que le arroja semen a la gente.                                                                         | 10 de noviembre de 2010 |
| 14 | "LOS HOMBREPÁJARO" (The Manbirds): Grimes asesina a una mujerpájaro y ahora todos los hombrespájaro están detrás de él. Mientras tanto, Mark decide cuidar a la cría huérfana y enseñarle otro lenguaje que nos sea "chúpame las bolas".                                                                             | 17 de noviembre de 2010 |

### Temporada 2
30 de junio de 2011 - 25 de abril de 2012 
| #  | Título / Descripción | Estreno Original        |
| -- | --- | ----------------------- |
| 1  | "VERANO DIABÓLICO Y CALIENTE" (Wet Hot Demonic Summer): Callie, Twayne y los demás demonios buscan infiltrarse a la reunión de hechiceros en donde estarán Leonard y su aprendiz para asesinarlos a todos, y lo hacen por medio de un campamento de verano.                                                             | 30 de junio de 2011     |
| 2  | "CALLIE Y SU HERMANA" (Callie And Her Sister): Es hora de que Callie se case con Twayne pero ella se niega a hacerlo, entonces sus padres tienen otra hija que tomará su lugar en el matrimonio arreglado. | 7 de julio de 2011      |
| 3  | "LLÉVAME AL INFIERNO" (Ride Me To Hell): Luego de decepcionarse con el final de la serie Baja Deshonrosa, Grimes comienza a actuar como loco y al parecer tiene que ver con su pasado y su compañero policía. | 14 de julio de 2011     |
| 4  | "G.I. TWAYNE": Los demonios festejan la dramatización del fin del mundo y Twayne fue reclutado como uno de los soldados pero él no está listo. Luego, Mark descubre que los demonios están planeando un fin del mundo real.                                                                                             | 21 de julio de 2011     |
| 5  | "EL ANILLO DE LOS PODERES" (The Ring Of Powers): Mientras se encargaba de que una pareja de dragones copularan exitosamente, Mark toma un anillo que estaba en el escritorio de Leonard y ahora se tiene que casar con la novia que ha estado congelada.                                                                | 28 de julio de 2011     |
| 6  | "EL ATAQUE DE LOS CLONES DE MARK" (Attack Of Mark's Clone): Callie crea un clon de Mark para que juegue en un torneo de boliche pero el clon piensa que Callie lo va a asesinar luego así que se planea deshacerse de ambos.                                                                                            | 4 de agosto de 2011     |
| 7  | "LA CALLE DE LOS GEMIDOS" (Wail Street): Grimes adopta a Dustin, la mayor estrella juvenil para poder seguir su sueño de cantante. Mientras tanto, los demonios descubren que Mark tiene el alma más grande de todas y quieren comprársela.                                                                             | 11 de agosto de 2011    |
| 8  | "EL BARQUITO DE LOS HORRORES" (Little Ship Of Horrors): Randall se convierte en una especie de planta luego de estar en contacto con una planta maldita. Mientras tanto, Leonard le saca provecho inventando una crema para contrarrestar la vejez.                                                                     | 18 de agosto de 2011    |
| 9  | "LILLY Y LA BESTIA" (Lilly And The Beast): Mark se reencuentra con Jaclyn, una exnovia que ahora es una vagabunda, y como Callie insiste en tener una relación abierta, nada impide que Mark lo intente de nuevo de Jaclyn.                                                                                             | 25 de agosto de 2011    |
| 10 | "MAMIA QUERIDA" (Mummy Dearest): Grimes está muy nervioso porque su exigente madre, una momia, vendrá a visitarlo. Mientras tanto, Mark se olvida del primer aniversario de compañeros entre Randall y él así que ahora tiene que compensárselo.                                                                        | 1 de septiembre de 2011 |
| 11 | "VIAJE AL CENTRO DE TWAYNE" (Journey To The Center Of Twayne) : Un criminal del tamaño de una hormiga se mete en el cuerpo de Twayne y entonces, Mark, Grimes y Leonard se hacen diminutos para ir a buscarlo. | 14 de marzo de 2012     |
| 12 | "UN DÍA DE TRABAJO NORMAL" (Any Given Workday): Se acerca el campeonato de fútbol de servicios sociales contra el departamento de policías pero Mark y Randall tienen diferentes ideas para el equipo. Por otro lado, Callie prostituye a Leonard.                                                                      | 21 de marzo de 2012     |
| 13 | "EL ASADO DE TWAYNE" (The Roast Of Twayne The Boneraper): A Twayne le organizan un asado (un show en donde dicen chistes a costa suya) pero Mark se pasa de la raya y Twayne decide renunciar a su trabajo. Ahora Mark está a cargo y puede que en su primer día destruya a toda Nueva York.                            | 27 de marzo de 2012     |
| 14 | "MARK AMA A DICK" (Mark Loves Dick): Callie cambia de sexo para ser ascendida e ir a una misión en la Atlántida lo que deja a Mark confundido ¿sigue amando a Callie aunque ahora se hace llamar Dick?. Prepárense... todo se vuelve aún más gay.                                                                       | 4 de abril de 2012      |
| 15 | "EL ACOSADOR MUERTO" (The Stalking Dead): Por culpa de Lady HooHa, una cantante de moda, la población de zombis está creciendo demasiado. Uno de los nuevos zombis es Carl, el caso del que Mark se tiene que encargar.                                                                                                 | 11 de abril de 2012     |
| 16 | "EL CABALLERO TONTO" (The Dork Knight): Mark es mordido por un batboy lo cual le otorga súperpoderes para combatir el crimen de Nueva York junto a su compañero, Koalaboy. Por otro lado, Randall filma a las personas que suben a su limusina.                                                                         | 18 de abril de 2012     |
| 17 | "TONTOS POR AMOR" (Fools For Love): Un lunático criminal que solía tener el trabajo de Mark escapa del manicomio y viene a matarlos a todos pero Mark se niega a creerlo ya que es el día de los inocentes. Por otro lado, Leonard y Randall tienen que cobrar un boleto de lotería ganador antes de que pasen las 24 H | 25 de abril de 2012     |